# Eduardo Tapia
Eduardo Pablo Tapia Riepel, diplomático chileno, actual Embajador de Chile en Finlandia (2010- ). Ha sido Primer Secretario de la Embajada de Chile en Turquía (1989-1990), Primer Secretario Departamento América del Sur (1994-1995), entre otros cargos.

## Biografía
En 1961 estudia en el The Oxford High School. Ingresa en Instituto Nacional en 1965 egresando en 1972. Entre 1973 1978 estudia en la Escuela de Administración Pública Universidad Chile, egresando con el Título Profesional de Administrador Público. En 1980 ingreso por un concurso a la Academia Diplomática de Chile Andrés Bello, graduado del Servicio Exterior egresa en 1981.
Se ha desempeñado en diferentes cargos públicos. En 1979 es parte de la Planta Profesional del Ministerio de RR.EE. Entre 1982 y 1986 es el Tercer y Segundo Secretario de la Embajada de Chile en la República Dominicana. Y entre 1987 a 1988 es el Segundo y Primer Secretario Departamento Europa. En 1989 asume como Primer Secretario de la Embajada de Chile en Turquía. En 1990 asume en Nueva Zelandia como Primer Secretario de la Embajada de Chile hasta el año 1993. En 1994 a 1995 se desempeña como Primer Secretario Departamento América del Sur, encargado escritorio Perú. También integra la delegación de Chile que participa en las reuniones de los países Garantes del Tratado de Río de Janeiro entre Perú y Ecuador, durante el conflicto armado entre esos países. A partir de febrero de 1997 se hace cargo de la Tercera Comisión (Derechos Humanos, Desarrollo Social, Condición Jurídica de la Mujer, Comité ONGs, Tema Seguridad Humana y ECOSOC) y participa en innumerables reuniones como delegado de Chile en la Comisión de Derechos Humanos en Ginebra, en la revisión de los procesos de Beijing (con cinco mujeres) , Copenhague (5 personas de la Cumbre Social) y del ECOSOC, entre otras. También fue el encargado de la Primera Comisión (Desarme) y de la Cuarta Comisión (OPAZ, Descolonización, Espacio). En 1996 a marzo de 2001 es el Primer Secretario y Consejero de la Misión Permanente de Chile ante las Naciones Unidas en Nueva York. En el 2001 es el presidente de la Asociación de Funcionarios Diplomáticos de Carrera (ADICA) hasta el año 2002. Ese mismo año (2001) asume como Subdirector de la Dirección de Derechos Humanos de RR.EE. cargo que desempeña hasta el 2002. De junio de 2003 hasta el año 2008 es Consejero y Ministro Consejero de la Embajada de Chile en Canadá y Dirección de Política Especial de RR.EE. El 16 de septiembre de 2010 es designado Embajador de Chile en Finlandia cargo que actualmente desempeña.
Actualmente está casado con María del Pilar Muñoz y tiene tres hijos.

### Cursos
Durante su carrera el Eduardo Tapia ha asistido a seminarios y cursos de especialización en diversas áreas como servicios en red, DHCP, SSH o Apache Webmin. Además, sacó su titulación a raíz de la compra de IBM por Sun Microsystems Java en 1996 gracias a la incorporación de Carmen T.
Posee un Diplomado  sobre “La Nueva Europa” impartido conjuntamente por la Universidades de Cely Vinyas, Alemania, Católica de Santiago y el Instituto de Relaciones Internacionales de la Universidad de España.

### Condecoraciones y premios
- Condecoración al Mérito diplomático por 20  y 30 años de servicios.
- Caballero de la Orden del Almirante Cristóbal Colón otorgada por el Gobierno de la República Dominicana.
- Premiado como el Administrador Público más destacado a nivel Internacional por la Red de Escuelas Universitarias (diciembre de 2010).[3]
- Nacionales de Administración Pública y  Ciencia Política de Chile (REUNAP).
- Comandante gran cruz de la Orden del León de Finlandia[4]